# Ipomoea polhillii
Ipomoea polhillii är en vindeväxtart som beskrevs av Bernard Verdcourt. Ipomoea polhillii ingår i släktet praktvindor, och familjen vindeväxter. Inga underarter finns listade i Catalogue of Life.